# Kirchspiel Drensteinfurt
Kirchspiel Drensteinfurt war bis 1969 eine Gemeinde im damaligen Kreis Lüdinghausen in Nordrhein-Westfalen. Die Gemeinde war eine der im Münsterland mehrfach vorkommenden „Kirchspielgemeinden“, die das bäuerliche Umland eines städtischen Kirchorts umfassten. Ihr Gebiet gehört heute zur Stadt Drensteinfurt im Kreis Warendorf.

## Geografie

Stadt und Kirchspiel Drensteinfurt im 19. Jahrhundert

Die Gemeinde Kirchspiel Drensteinfurt umschloss ringförmig die Stadt Drensteinfurt und besaß zuletzt eine Fläche von 44,82 km². Sie bestand aus den Bauerschaften Averdung, Eickendorf, Mersch, Natorp, Ossenbeck und Rieth. In Mersch liegt das Haus Venne.

## Geschichte
Das Gebiet der Gemeinde Kirchspiel Drensteinfurt gehörte nach der Napoleonischen Zeit zunächst zur Bürgermeisterei Drensteinfurt im 1816 gegründeten Kreis Lüdinghausen. Mit der Einführung der Westfälischen Landgemeindeordnung wurde 1843 aus der Bürgermeisterei Drensteinfurt das Amt Drensteinfurt. Die Gemeinde  Kirchspiel Drensteinfurt wurde zu dieser Zeit teilweise auch als Landgemeinde Drensteinfurt bezeichnet.
Durch das Gesetz über den Zusammenschluß der Stadt Drensteinfurt und der Gemeinde Kirchspiel Drensteinfurt wurde die Gemeinde Kirchspiel Drensteinfurt zum 1. Juli 1969 in die Stadt Drensteinfurt eingemeindet. Die Stadt Drensteinfurt kam 1975 zum neuen Kreis Warendorf.

## Einwohnerentwicklung
| Jahr            | Einwohner | Quelle |
| --------------- | --------- | ------ |
| 1832            | 1047      | [ 4 ]  |
| 1858            | 1067      | [ 5 ]  |
| 1871            | 1056      | [ 6 ]  |
| 1885            | 1070      | [ 7 ]  |
| 1895            | 975       | [ 8 ]  |
| 1910            | 1091      | [ 9 ]  |
| 1939            | 1392      | [ 10 ] |
| 1946            | 2412      | [ 11 ] |
| 1950            | 2463      | [ 1 ]  |
| 1969 (30. Juni) | 2575      | [ 1 ]  |